# Osu! Tatakae! Ouendan
Osu! Tatakae! Ouendan är ett musikspel utvecklat till Nintendo DS av Inis och släppt av Nintendo. I spelet åtar spelaren rollen som tre manliga cheerleaders, som hjälper olika personer i en stad med olika problem. Exempel på problem som ska lösas är att hjälpa en pojke få lugn för att plugga till ett prov, hjälpa en krukmakare göra fina krukor, och hjälpa en ung man som dödats i en motorcykelolycka att ta ett sista farväl till sin flickvän. Spelaren styr dessa cheerleaders genom att peka på skärmen i takt till musiken som spelas, enligt speciella mönster som visas på skärmen.
Spelet har fyra olika svårighetsgrader, vid varje ökning av svårighetsgrad ska spelaren följa flera toner och hålla ett allmänt snabbare tempo.
Spelet har fått god kritik i svensk spelpress. Spelet har för tillfället endast släppts i Japan, men ett västerländskt spel med samma grundkoncept släpptes under 2006 med namnet Elite Beat Agents.

## Soundtrack
1. Asian Kung-Fu Generation - Loop & Loop
2. 175R - Melody
3. Morning Musume - Koi no Dance Site
4. Ulfuls - Gatz daze!!
5. The Blue Hearts - Linda Linda
6. Tomoyasu Hotei - Thrill
7. nobodyknows+ - Kokoro Odoru
8. B'z - Atsuki kodo no hate
9. Linda Yamamoto - Neraiuchi
10. Kishidan - One Night Carnival
11. Road of Major - Taisetsuna mono
12. Yaida Hitomi - Over The Distance
13. Orange Range - Shanghai Honey
14. The Yellow Monkey - Taiyou ga Moeteiru
15. L'Arc-en-Ciel - Ready Steady Go